# Ms.
"Ms" 또는 "Ms." (보통 미즈 /ˈmɪz/, 그리고 강세를 받지 않을 때는 머즈 /məz/, 또는 머스 /məs/로 발음되기도 함)는 성과 함께 사용되거나 여성의 전체 이름과 함께 사용되는 영어 경칭 표현이다. 이 말은 여성의 결혼 여부와 상관없이 여성을 호칭하는 기본적인 형태를 의도로 한다. "Miss"와 "Mrs."와 같이, "Ms."라는 말은 한때 모든 여성들에게 사용되었던 표현인 “미스트리스”(Mistress)에서 유래되었다. 미즈는 오랜 기간 널리 사용되지 않았다가 20세기에 들어 다시 고안되었다. 복수형으로는 "Mss.", "Mses.", 그리고 "Mmes."과 같은 여러 가지 단어가 사용되고 있다.

## 용어의 시작 그리고 부활의 역사
"Ms."는 17세기에 벌써 당시 격식을 갖춘 ‘미스트리스’(Mistress)에서 파생된 호칭으로서 ‘미스’(Miss.)와 ‘미시즈’(Mrs.)와 함께 사용되기 시작했으며, 이것은 ‘미스터’(Mr.)와 같이 원래부터 결혼여부를 따지지 않는 것이었다. 그러나 "Ms."는 다른 두 호칭의 선호로 인해 사용되지 않게 되었으며, 20세기까지 부활하지 못했다.
호칭으로서 Ms.의 현대적 부활에 대해 알려진 최초의 제안은 매사추세츠 스프링필드의 《더 리퍼블리컨》(The Republican)에서 1901년 11월 10일 등장한다.
영어에는 우리가 조심스레 메꿔야할 틈이 있다. 일부 여성들의 지위를 모를 때 모든 사람이 당황하게 된다. 더 낮은 호칭인 Miss.로 홀로 된 부인을 부르는 것은 기혼여성을 모욕하는 것보다 더 나쁜 단지 그늘일 뿐이다. 그러나 항상 그러한 사실을 아는 것이 쉽지만은 않다....

이제 명백히 필요한 것은 내부적 상황에 대해 어떠한 견해도 표출하지 않는, 그리고 두 의심스런 용어가 공통적으로 가지고 있는 억압보다 더 단순해질 수 있고, 보다 논리적이 될 수 있는 성에 대한 경의를 표하는 이해가 더 쉬운 용어이다. 약자 Ms는 단순하고, 쓰기 쉬우며, 관계자들은 상황에 따라 더 적절하게 번역할 수 있다. 말로 Mizz라고 표현하면, 이것은 많은 시골 지역에서 오랫동안 보편적인 관행이었으며, 그곳에서는 Mis’는 Miss와 Mrs 모두에게 유사한 존중의 표현이었다.

이 용어는 다시 비즈니스 서식을 쓰는 이들에게 《미국 비즈니스 작문 협회 공보》(Bulletin of the American Business Writing Association, 1951)나 전국 사무 관리 협회가 1952년 출간한 《간략 서신》(The Simplified Letter)과 같은 출판물에 의해 편의상 제안되었다.
1961년, 쉴라 마이클즈는 그녀의 룸메이트에게 배달된 한 부의 《뉴스 & 레터스》(News & Letters)의 주소란에 인쇄 오류라고 그녀가 생각했던 것을 보게 되었을 때, 이 용어를 사용하려고 시도를 하게 된다. 마이클즈는 남성에게 귀속되지 않은 여성에 대한 호칭을 찾고 있었다. 그녀는 현재는 흔한 용어인 Miss와 Mrs.의 구분이 Mistress에서 파생되어 나온 것을 알았지만, 이제는 평판이 나쁜 뜻을 내포한 원래의 호칭을 여성들이 사용하는 것을 누구도 제안하지 못했다. 새로운 호칭 사용을 장려하려는 그녀의 노력은 처음에는 무시당했다. 1971년경, 여성운동가 집단과 WBAI 라디오 인터뷰를 하는 동안 마이클즈는 Ms.의 사용을 제안했다.  글로리아 스타이넘의 한 친구가 그 인터뷰를 듣고서, 그녀의 새로운 잡지명으로 그 이름을 제안했다. 《미즈 매거진》의 인기는 마침내 그 용어를 널리 사용하게 만들었다. 1972년 2월, 미국 정부 인쇄국은 정부 공문서에서 Ms.의 사용을 승인하였다.
윌리엄 새파이어와 같이 성을 가지지 않은 말을 공공연히 반대하는 일부도 여성 상원의원 제럴딘 페라로의 사례와 같이 Ms.가 마침내 영어에서 자리를 잡았다고 확신하게 되었다. 1984년 미국 부통령 후보였던 페라로는 남편의 성(자카로, Zaccaro)를 사용하기보다는 그녀의 본래 성을 사용해 왔던 기혼여성이었다. 새파이어는 그녀를 ‘미스 페라로’(Miss Ferraro, 결혼을 했기 때문에)나 ‘미시즈 페라로’(Mrs. Ferraro, 그녀의 남편이 Mr. 페라로가 아니었기 때문에)로 호칭하는 것은 모두 잘못된 것이며, 게다가 그녀를 ‘미시즈 자카로’(Mrs. Zaccaro)로 부르는 것도 독자에게 혼란을 줄 것이라고 지적했다.

## 사용법
《미국 헤리티지 영어 범례서》(The American Heritage Book of English Usage)에서는 Ms.를 사용한다는 것은 누군가를 Mrs.나 Miss로 불러야할 지를 알아내려고 고민할 필요를 없게한다고 언급하고 있다. Ms.를 사용하게 되면 당신이 대화를 하려는 상대가 기혼인지, 미혼인지 또는 이름을 개명했는 지 여부를 틀릴이유가 없으며, Ms.는 항상 올바른 호칭이 된다. 영국의 잡지 《더 타임즈》는 스타일 가이드를 통해, 오늘날 기혼인지, 미혼인지 확실히 알지 못할 때, Ms는 여성들을 그렇게 부르는데 흡족히 수용된다고 언급하고 있다. 비중있는 글을 실을 때 호칭의 사용을 제한하는 《더 가디언》도 스타일 가이드를 통해 Miss나 Mrs라고 어느 쪽을 불리기를 원하는 지 말하지 않으면, 여성들에게는 Ms를 기본적으로 이용하라고 언급하고 있다.
비즈니스 영역에서 Ms.는 상대방이 특별히 호칭해 달라는 말을 하지 않고 있다면, 성인여성을 부르는 표준적인 기본 호칭으로 여겨지고 있다. Ms.의 기본 이용은 주디스 마틴(a.k.a. "Miss Manners")을 비롯한 수 많은 에티켓 저자들에게 지지를 받고 있다.

## 노트
1. 1 2  옥스포드 영어 사전 온라인, Ms, n.2. 어원:  An orthographic and phonetic blend of Mrs n.1 and miss n.2 Compare mizz n., and perhaps also Miz n.1 -- [mizz n.: 어원: Representing the spoken realization of Ms n.2 (see discussion at that entry).]  Accessed 2012-07-25
2. ↑  Wells, John C. (1990). 《롱맨 발음 사전》. Harlow, England: 롱맨. 463쪽. ISBN 0-582-05383-8. "Ms" 항목. 강세를 받으면, 슈와와 함께 발음되기도 한다.
3. ↑  “Emily Post's Guide to Addressing Correspondence: Addressing a Woman”. The Emily Post Institute. 2010년 2월 8일에 원본 문서에서 보존된 문서. 2013년 3월 12일에 확인함.
4. 1 2  Zimmer, Ben (2009년 6월 23일). “Hunting the Elusive First 'Ms.'”. 《Word Routes》. The Visual Thesaurus. 2009년 6월 23일에 확인함.
5. ↑  프랑스어 복수형 단어인 Mesdames에서 파생되었으며, "Mrs."에 사용된 형태와 동일.
6. ↑  Spender, Dale (1981). 《Man Made Language》. London: Routledge & Kegan Paul. ISBN 978-0-7100-0675-2.
7. ↑  Stannard, Una (1977). 《Mrs Man》. San Francisco: Germainbooks. ISBN 978-0-914142-02-7.
8. ↑  Martin, Judith (2009년 10월 11일). “What’s in a name?”. Miss Manners. 《Buffalo News》. 2009년 10월 14일에 원본 문서에서 보존된 문서. 2009년 12월 12일에 확인함.
9. ↑  Martin, Judith (1990). 《Miss Manners' Guide for the Turn of the Millennium》. 뉴욕: Simon & Schuster. 10쪽. ISBN 0-671-72228-X.
10. ↑  “Ms.”. 《The American Heritage Dictionary of the English Language》. Houghton Mifflin Company. 2009.
11. ↑  Jeffs, Angela (2000년 11월 5일). “Missing piece of puzzle in story of 'Ms.'”. 《The Japan Times Online》. 2012년 7월 13일에 원본 문서에서 보존된 문서. 2009년 12월 12일에 확인함.
12. ↑  Michaels, Sheila (2008년 3월~4월). “Forty Years of Defying the Odds”. 《Solidarity Webzine》. Solidarity. 2008년 7월 6일에 원본 문서에서 보존된 문서. 2009년 11월 9일에 확인함.
13. ↑  Kay, Eve (2007년 6월 28일). “Call Me Ms”. 《The Guardian》. 2007년 8월 20일에 확인함.
14. ↑  Fishko, Sara (2012년 6월 28일). “Fishko Files: Ms.”. WNYC. 2013년 3월 12일에 원본 문서에서 보존된 문서. 2013년 3월 12일에 확인함.
15. ↑  Fishko, Sara (2012년 6월 28일). “Fishko Files: Ms.”. WNYC. 2013년 3월 12일에 원본 문서에서 보존된 문서. 2013년 3월 12일에 확인함.
16. ↑  Zimmer, Ben (2009년 10월 25일). “On Language: Ms.”. 《뉴욕 타임즈》. 2009년 11월 16일에 확인함.
17. ↑  Frum, David (2000). 《How We Got Here: The '70s》. 뉴욕: Basic Books. 246쪽. ISBN 0-465-04195-7.
18. ↑  Safire, William. "On Language: Goodbye Sex, Hello Gender", 뉴욕 타임즈, 1984년 8월 5일, Section 6 p. 8.
19. ↑  “The American Heritage Book of  English Usage”. 2007년 10월 31일. 2008년 12월 9일에 원본 문서에서 보존된 문서. 2007년 10월 30일에 확인함.
20. ↑  “The Times Online Style Guide”. Timesonline.co.uk. 2011년 9월 24일에 원본 문서에서 보존된 문서. 2013년 3월 12일에 확인함.
21. ↑  “가디언 스타일 가이드: Mr, Ms, Mrs, Miss”. 더 가디언. 2009년 8월. 2013년 3월 12일에 확인함.
22. ↑  Martin, Judith. “Miss Manners: How and When To Use "Ms." in Business Correspondence”. 《Lifestyle》. MSN. 2012년 3월 15일에 원본 문서에서 보존된 문서. 2011년 4월 20일에 확인함.